# Miroslav Vlach
Miroslav Vlach (19. října 1935 Český Těšín – 8. prosince 2001 Ostrava) byl český a československý hokejový útočník.
V nejvyšší československé lize působil ve Vítkovicích, na konci 60. let odehrál dvě sezóny za rakouský Innsbrucker EV.
Byl pravidelným členem československé hokejové reprezentace, se níž se v letech 1957–1963 zúčastnil pěti světových šampionátů, ze kterých si přivezl čtyři cenné kovy. Startoval také na Zimních olympijských hrách 1960 (4. místo) a 1964 (bronz). V národním týmu odehrál 95 zápasů a nastřílel 71 gólů. V roce 2010 byl uveden do Síně slávy českého hokeje.
Jeho synovcem je hokejista a trenér Rostislav Vlach.